# Primera Liga de Fútbol de Nigeria 2023-24
La Primera Liga de Fútbol de Nigeria 2023-24 fue la 53.ª temporada de la Primera Liga de Fútbol de Nigeria y la primera con su nombre actual. La temporada comenzó el 30 de septiembre de 2024 y terminó el 23 de junio de 2024.
Esta temporada representó el regreso del sistema de competición normal de un calendario de 38 jornadas, luego de la edición express disputada en la edición anterior de la liga.
El Enugu Rangers fue el campeón de la competencia consiguiendo su octavo título de liga.

## Formato
La liga estuvo compuesta por 20 equipos, los cuales jugaron todos contra todos a dos vueltas sumando un total de 38 jornadas. Al finalizar la temporada el mejor equipo de la tabla general fue proclamado campeón y consiguió una plaza en la Liga de Campeones de la CAF 2024-25, mientras que el segundo clasificado también obtuvo un lugar en la máxima competición continental africana. Por su parte el tercer clasificado recibió una plaza en la Copa de Confederación de la CAF 2024-25.
Por el lado contrario los últimos cuatro clasificados de la temporada descendieron a la Liga Nacional.

## Equipos participantes
| Equipo                | Ciudad        | Estadio                                |
| --------------------- | ------------- | -------------------------------------- |
| Abia Warriors         | Umuahia       | Estadio Umuahia Township               |
| Akwa United           | Uyo           | Estadio Godswill Akpabio International |
| Bayelsa United        | Yenagoa       | Estadio Samson Siasia                  |
| Bendel Insurance      | Benín         | Estadio Samuel Ogbemudia               |
| Doma United           | Gombe         | Estadio Pantami                        |
| Enugu Rangers         | Enugu         | Estadio Nnamdi Azikiwe                 |
| Enyimba International | Aba           | Estadio Internacional Enyimba          |
| Gombe United          | Gombe         | Estadio Pantami                        |
| Heartland             | Owerri        | Estadio Dan Anyiam / Estadio Awka City |
| Kano Pillars          | Kano          | Estadio Sani Abacha                    |
| Katsina United        | Katsina       | Estadio Muhammadu Dikko                |
| Kwara United          | Ilorin        | Estadio Kwara                          |
| Lobi Stars            | Makurdi       | Estadio Lafia Township                 |
| Niger Tornadoes       | Minna         | Estadio Ahmadu Bello                   |
| Plateau United        | Jos           | Estadio New Jos                        |
| Remo Stars            | Ikenne        | Estadio Remo Stars                     |
| Rivers United         | Port Harcourt | Estadio Adokiye Amiesimaka             |
| Shooting Stars        | Ibadán        | Estadio Adamasingba                    |
| Sporting Lagos        | Lagos         | Estadio Onikan                         |
| Sunshine Stars        | Akure         | Estadio Akure Township                 |

### Ascensos y descensos
| Pos.   | Descendidos de la Liga de Fútbol Profesional 2022-23 |
| ------ | ---------------------------------------------------- |
| 9.º A  | Nasarawa United                                      |
| 9.º B  | Wikki Tourists                                       |
| 10.º A | El-Kanemi Warriors                                   |
| 10.º B | Dakkada                                              |

| Pos.  | Ascendidos de la División 1 2022-23 |
| ----- | ----------------------------------- |
| 1.º A | Kano Pillars                        |
| 1.º B | Katsina United                      |
| 2.º A | Heartland                           |
| 2.º B | Sporting Lagos                      |

## Clasificación
| Pos. | Equipo                | Pts. | PJ | G  | E  | P  | GF | GC | Dif. | Clasificación o descenso 2024-25 |
| ---- | --------------------- | ---- | -- | -- | -- | -- | -- | -- | ---- | -------------------------------- |
| 1    | Enugu Rangers (C)     | 70   | 38 | 21 | 7  | 10 | 56 | 33 | +23  | Liga de Campeones de la CAF      |
| 2    | Remo Stars            | 65   | 38 | 20 | 5  | 13 | 53 | 39 | +14  | Liga de Campeones de la CAF      |
| 3    | Enyimba International | 63   | 38 | 19 | 6  | 13 | 46 | 33 | +13  | Copa Confederación de la CAF     |
| 4    | Shooting Stars        | 62   | 38 | 18 | 8  | 12 | 48 | 34 | +14  |                                  |
| 5    | Plateau United        | 58   | 38 | 18 | 4  | 16 | 53 | 40 | +13  |                                  |
| 6    | Lobi Stars            | 58   | 38 | 17 | 7  | 14 | 48 | 45 | +3   |                                  |
| 7    | Katsina United        | 55   | 38 | 15 | 10 | 13 | 42 | 39 | +3   |                                  |
| 8    | Rivers United         | 53   | 38 | 15 | 8  | 15 | 51 | 42 | +9   |                                  |
| 9    | Bendel Insurance      | 53   | 38 | 14 | 11 | 13 | 32 | 30 | +2   |                                  |
| 10   | Sunshine Stars        | 52   | 38 | 13 | 13 | 12 | 37 | 37 | 0    |                                  |
| 11   | Kano Pillars          | 52   | 38 | 15 | 7  | 16 | 49 | 50 | −1   |                                  |
| 12   | Abia Warriors         | 52   | 38 | 15 | 7  | 16 | 42 | 45 | −3   |                                  |
| 13   | Kwara United          | 51   | 38 | 12 | 15 | 11 | 38 | 37 | +1   |                                  |
| 14   | Niger Tornadoes       | 51   | 38 | 14 | 9  | 15 | 38 | 41 | −3   |                                  |
| 15   | Bayelsa United        | 50   | 38 | 13 | 11 | 14 | 46 | 50 | −4   |                                  |
| 16   | Akwa United           | 49   | 38 | 14 | 7  | 17 | 44 | 42 | +2   |                                  |
| 17   | Sporting Lagos (D)    | 46   | 38 | 12 | 10 | 16 | 39 | 44 | −5   | Descenso a Liga Nacional         |
| 18   | Doma United (D)       | 44   | 38 | 11 | 11 | 16 | 26 | 42 | −16  | Descenso a Liga Nacional         |
| 19   | Heartland (D)         | 38   | 38 | 9  | 11 | 18 | 36 | 50 | −14  | Descenso a Liga Nacional         |
| 20   | Gombe United (D)      | 25   | 38 | 8  | 7  | 23 | 21 | 78 | −57  | Descenso a Liga Nacional         |

 Fuente: SoccerWay
Criterios de clasificación: Puntos · Enfrentamientos directos · Diferencia de goles · Goles a favor · Puntos fair-play · Play-off.
Notas:
1. ↑  Gome United fue penalizado con seis puntos y seis goles menos.[4][5]

## Resultados
| Local \ Visitante     | ABI | AKW | BAY | BEN | DOM | ENU | ENY | GOM | HEA | KAN | KAT | KWA | LOB | NIG | PLA | REM | RIV | SHO | SPL | SUN |
| --------------------- | --- | --- | --- | --- | --- | --- | --- | --- | --- | --- | --- | --- | --- | --- | --- | --- | --- | --- | --- | --- |
| Abia Warriors         | —   | 2–0 | 1–0 | 0–0 | 3–0 | 1–0 | 0–1 | 3–1 | 1–0 | 1–0 | 2–1 | 1–0 | 1–1 | 1–0 | 1–0 | 0–0 | 2–0 | 3–2 | 1–1 | 0–0 |
| Akwa United           | 3–1 | —   | 0–1 | 3–1 | 0–1 | 1–0 | 3–1 | 1–0 | 2–0 | 3–0 | 3–1 | 1–1 | 1–0 | 4–1 | 0–0 | 3–2 | 3–1 | 0–0 | 0–0 | 0–0 |
| Bayelsa United        | 2–2 | 5–3 | —   | 2–0 | 2–0 | 2–0 | 1–2 | 2–0 | 1–0 | 2–1 | 2–0 | 2–2 | 1–0 | 1–3 | 1–0 | 1–0 | 2–1 | 2–0 | 3–1 | 1–0 |
| Bendel Insurance      | 1–0 | 0–0 | 0–2 | —   | 4–0 | 2–0 | 0–0 | 2–0 | 1–0 | 2–1 | 2–0 | 2–2 | 1–0 | 1–3 | 1–0 | 1–0 | 2–1 | 2–0 | 3–1 | 1–0 |
| Doma United           | 1–1 | 1–0 | 2–0 | 0–0 | —   | 0–1 | 1–0 | 1–1 | 1–0 | 1–0 | 2–0 | 0–0 | 1–0 | 1–0 | 1–0 | 1–1 | 1–1 | 0–1 | 0–0 | 0–1 |
| Enugu Rangers         | 3–2 | 1–0 | 3–0 | 2–0 | 2–1 | —   | 3–0 | 4–1 | 2–0 | 4–1 | 0–0 | 0–0 | 2–1 | 2–1 | 2–0 | 1–0 | 1–0 | 2–0 | 2–0 | 2–0 |
| Enyimba International | 2–1 | 3–2 | 1–1 | 2–1 | 0–0 | 1–1 | —   | 4–0 | 1–0 | 5–0 | 1–0 | 1–0 | 1–0 | 3–1 | 2–0 | 0–1 | 4–1 | 1–0 | 2–0 | 1–0 |
| Gombe United          | 1–3 | 1–1 | 1–1 | 1–0 | 0–3 | 1–2 | 2–0 | —   | 2–0 | 2–5 | 1–0 | 1–2 | 3–2 | 1–0 | 1–0 | 0–0 | 1–1 | 1–1 | 2–0 | 0–2 |
| Heartland             | 2–0 | 1–0 | 2–2 | 1–0 | 3–1 | 1–2 | 0–1 | 3–0 | —   | 1–1 | 1–1 | 1–1 | 2–2 | 1–0 | 1–5 | 3–1 | 1–1 | 1–0 | 3–1 | 1–1 |
| Kano Pillars          | 0–1 | 1–0 | 3–0 | 0–0 | 3–1 | 1–1 | 1–0 | 4–0 | 2–1 | —   | 1–0 | 2–1 | 3–2 | 1–1 | 2–1 | 2–1 | 1–0 | 1–2 | 1–0 | 5–1 |
| Katsina United        | 2–1 | 1–0 | 1–1 | 1–0 | 2–0 | 4–3 | 2–1 | 4–0 | 1–1 | 3–2 | —   | 1–0 | 0–0 | 1–0 | 2–1 | 3–2 | 0–0 | 1–1 | 2–1 | 1–0 |
| Kwara United          | 1–0 | 1–0 | 1–0 | 1–1 | 0–0 | 1–1 | 2–1 | 2–0 | 4–0 | 2–0 | 1–1 | —   | 0–2 | 0–0 | 2–1 | 3–2 | 0–0 | 1–1 | 2–1 | 1–0 |
| Lobi Stars            | 2–0 | 1–2 | 1–1 | 0–0 | 2–1 | 2–1 | 1–0 | 1–0 | 1–0 | 1–1 | 2–0 | 4–3 | —   | 1–0 | 2–1 | 3–2 | 3–2 | 2–1 | 1–0 | 3–2 |
| Niger Tornadoes       | 1–0 | 1–0 | 1–0 | 0–0 | 2–0 | 0–2 | 0–0 | 5–0 | 3–2 | 1–0 | 0–0 | 1–1 | 3–2 | —   | 2–3 | 0–0 | 1–0 | 2–1 | 1–0 | 2–1 |
| Plateau United        | 3–1 | 1–2 | 5–1 | 2–0 | 4–0 | 2–1 | 1–0 | 4–0 | 1–0 | 1–1 | 1–0 | 2–0 | 2–1 | 0–0 | —   | 1–0 | 3–2 | 0–0 | 1–0 | 1–0 |
| Remo Stars            | 2–1 | 2–1 | 1–0 | 2–0 | 0–0 | 2–1 | 1–0 | 4–0 | 4–1 | 2–1 | 2–1 | 2–0 | 2–0 | 3–0 | 1–0 | —   | 2–1 | 3–0 | 2–1 | 2–0 |
| Rivers United         | 2–1 | 2–1 | 2–0 | 1–1 | 3–2 | 2–0 | 2–0 | 6–0 | 1–0 | 1–1 | 2–0 | 0–0 | 1–0 | 3–2 | 3–1 | 2–0 | —   | 1–0 | 4–1 | 1–1 |
| Shooting Stars        | 4–0 | 3–0 | 1–0 | 1–0 | 3–1 | 1–0 | 1–2 | 2–1 | 0–0 | 1–0 | 1–1 | 2–0 | 2–0 | 4–1 | 2–1 | 2–0 | 1–0 | —   | 1–0 | 2–0 |
| Sporting Lagos        | 4–2 | 2–1 | 1–1 | 1–0 | 0–0 | 0–0 | 2–1 | 2–0 | 1–1 | 3–0 | 1–0 | 2–0 | 1–1 | 2–1 | 1–2 | 4–1 | 1–0 | 2–2 | —   | 1–0 |
| Sunshine Stars        | 2–1 | 2–0 | 1–1 | 0–0 | 2–0 | 2–2 | 1–1 | 1–1 | 1–1 | 1–0 | 1–0 | 1–1 | 2–0 | 0–0 | 3–1 | 2–1 | 1–0 | 1–0 | 1–0 | —   |